# DB Baureihe 103
DB Baureihe 103 är ett tyskt ellok, ursprungligen konstruerat för att dra Intercity-tåg åt Deutsche Bahn. Loket var länge flaggskeppet i DB:s flotta, från dess introduktion fram till introduktionen av höghastighetståget ICE år 1991. BR 103 var vid dess introduktion 1970 världens starkaste ellok och loket tillhör än idag ett av de starkaste i världen.

## Utveckling
Efter andra världskriget så fokuserade det dåvarande Deutsche Bundesbahn mycket på att använda sig av standardiserade ellok, för att påskynda elektrifieringen av de tyska järnvägarna. För att kunna konkurrera med den ökande mängden bilar så ansåg man att en toppfart på minst 160 km/h var nödvändig.
Den ursprungliga planen var att modifiera det äldre elloket E 19 så att detta skulle kunna uppnå hastigheter på 180 km/h. Detta visade sig senare inte vara möjligt på grund av att konstruktionens ålder. Kraven kom därmed att ändras, så att det nya loket skulle ha en toppfart på minst 200 km/h, men också krav på en Co'Co' axelföljd.

## BR 103 i trafik
När BR 103 introducerades 1970, så introducerades även de nya Intercity-tågen. Målet var att alla Intercity-tågen skulle knyta samman Tysklands städer, samt ha en topphastighet på 200 km/h. I början så uppnåddes sällan 200 km/h, främst på grund av att få linjer hade spår godkända för hastigheter över 160 km/h, samt att det saknades ett godkännande från den tyska regeringen för att få köra tågen i hastigheter över 160 km/h. Antalet resenärer var inte speciellt högt före 1979, då Intercity-tågen fram till dess enbart bestod av första klass, men i och med introduktionen av andra klass 1979 ökade populariteten kraftigt. Fram till introduktionen av BR 120 1987, var BR 103 det enda loket i DB:s flotta som hade en toppfart på över 160 km/h. 1991 förlorade loket sin status som DB:s flaggskepp då höghastighetståget ICE introducerades. När det nya Intercity-loket BR 101 introducerades 1996, så började BR 103 att tas ur tjänst, men det skulle dröja till 2003 innan det sista loket tågs ur aktiv tjänst. Trots att BR 103 är taget ur tjänst, så används typen fortfarande som ersättningslok vid behov.

## Galleri

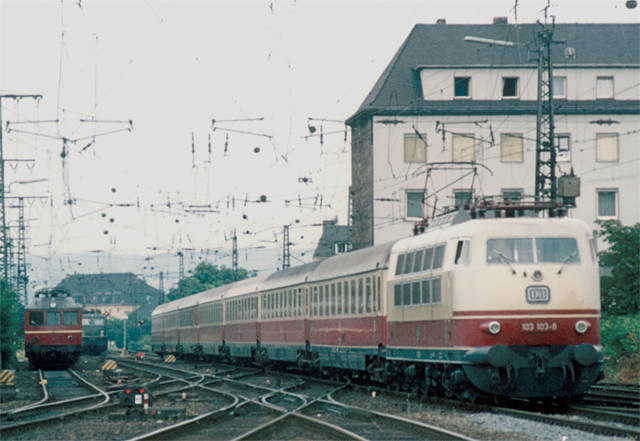
En BR 103 vid Koblenz 1975
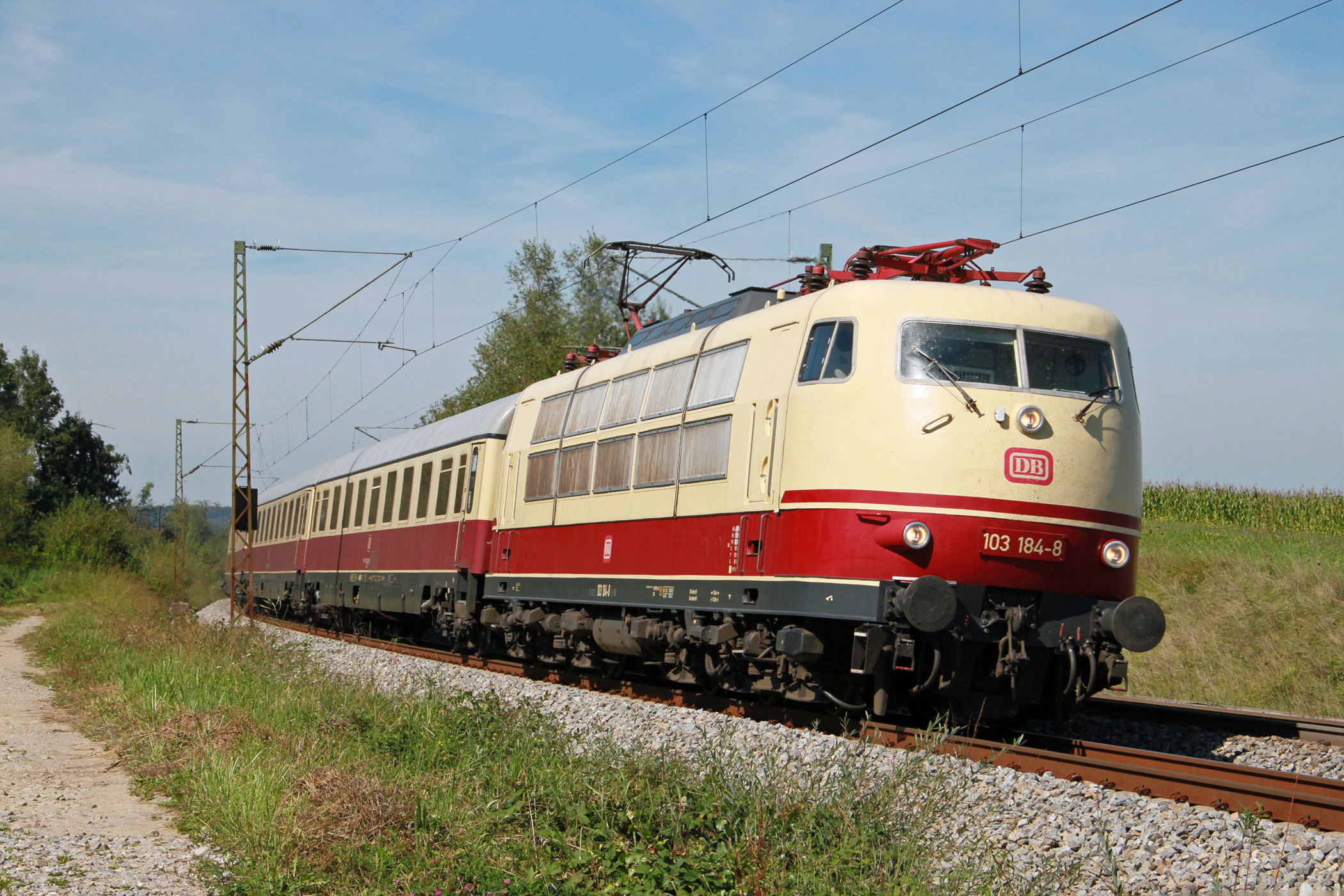
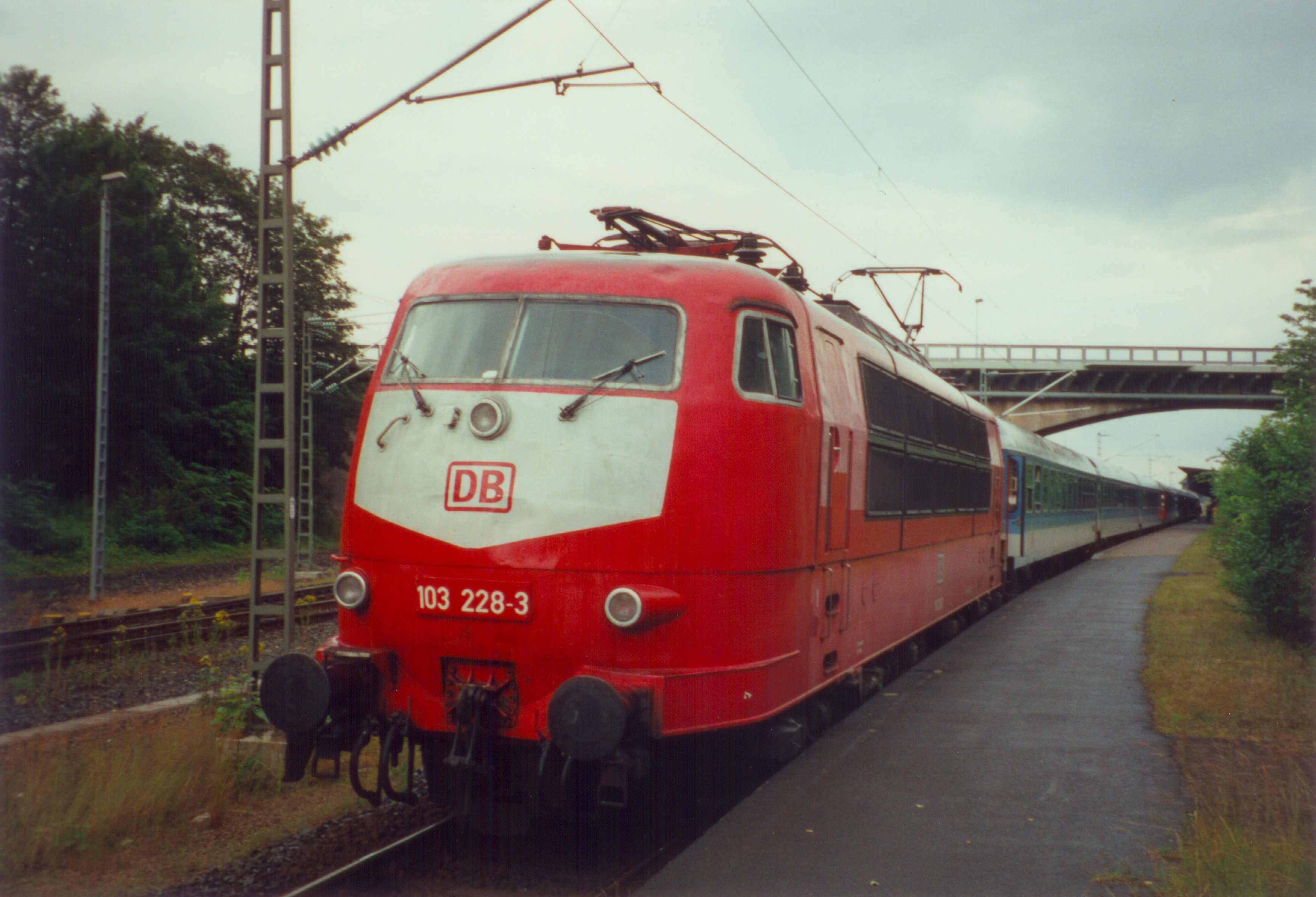
BR 103 i en nyare färgsättning i Flensburg